# Prionyx thomae
Prionyx thomae là một loài côn trùng cánh màng trong họ Sphecidae, thuộc chi Prionyx. Loài này được Fabricius miêu tả khoa học đầu tiên năm 1775.

## Hình ảnh

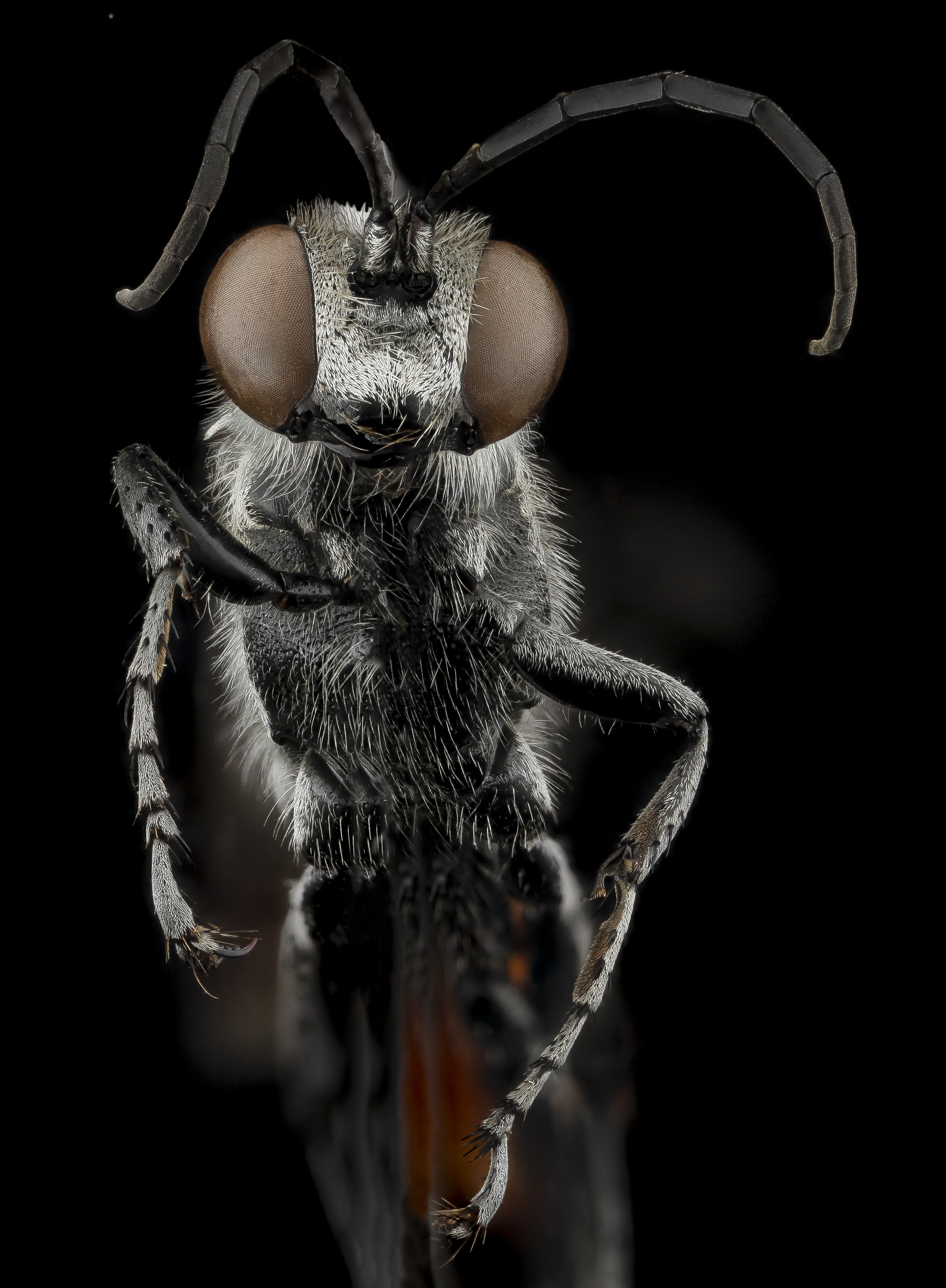
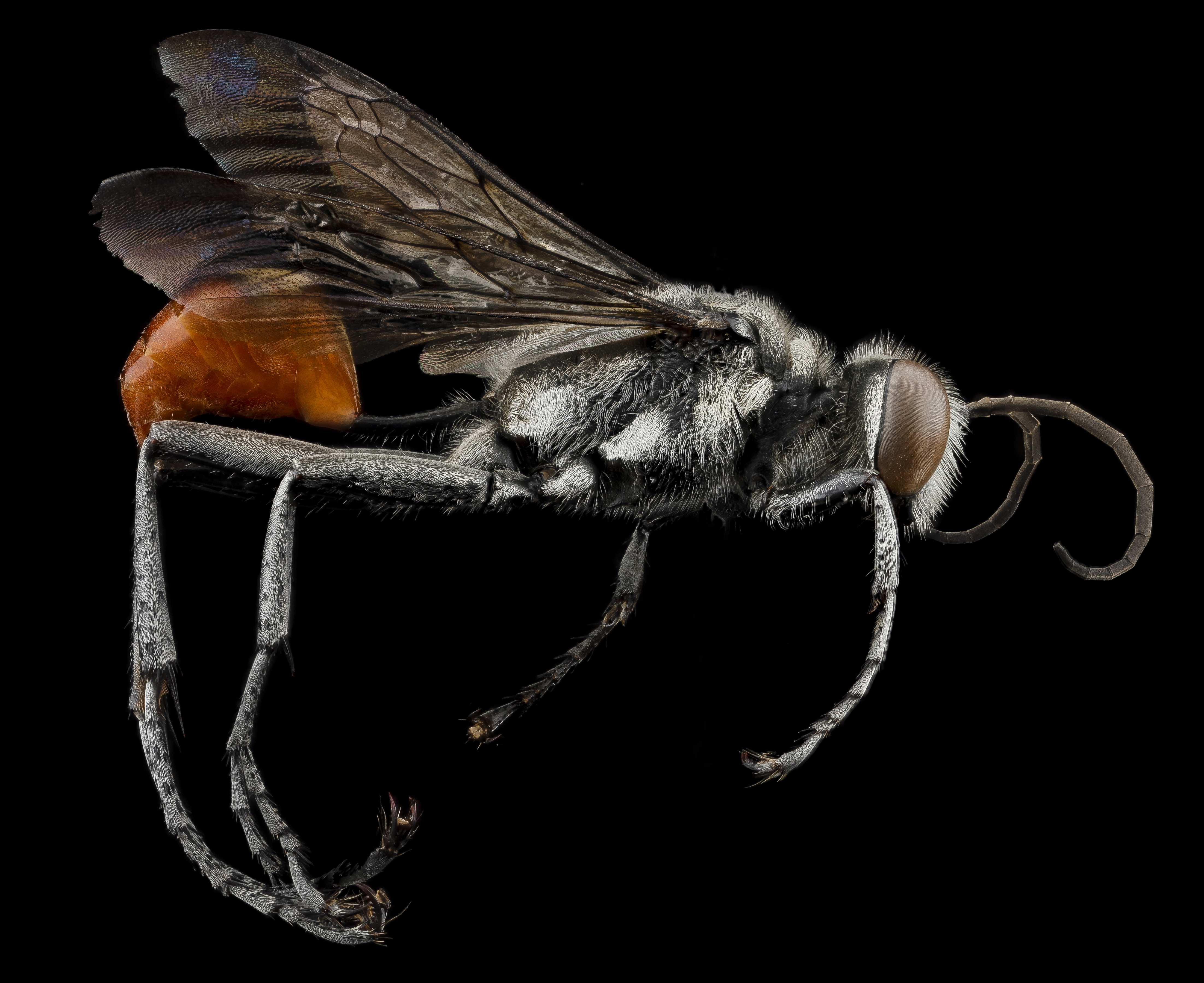